# 오마주 (영화)
《오마주》는 2022년에 개봉한 대한민국의 영화이다. 바로가기

## 캐스팅
- 이정은 : 지완 역
- 권해효 : 상우 역
- 탕준상 : 보람 역
- 이주실 : 옥희 역
- 김호정 : 홍재원 역
- 유순철 : 다방주인 역
- 고서희 : 세영 역
- 오정우 : 준영 역
- 장유 : 영사기사 역
- 정애화 : 미선 역
- 동효희 : 다방마담 역
- 신동력 : 서울 프라임 병원 의사 김진호 역
- 김현태 : 성우 역
- 김남우 : 수영강사 역
- 김정남 : 부동산주인 역
- 임희철 : 투자사 직원 1 역
- 강민서 : 투자사 직원 2 역
- 한태일 : 노배우 역 (특별출연)

## 수상
- 2022년 제42회 한국영화평론가협회상 영평 10선
- 2022년 제58회 대종상 영화제 대종이 주목한 시선상 (신수원)